# (5916) van der Woude
(5916) van der Woude – planetoida z grupy pasa głównego asteroid okrążająca Słońce w ciągu 3,54 lat w średniej odległości 2,32 j.a. Została odkryta 8 maja 1991 roku przez Eleanor Helin. Przed nadaniem nazwy planetoida nosiła oznaczenie tymczasowe (5916) 1991 JD1.